# دين أوجبولت
دين أوجبولت مواليد 13 ديسمبر 1967 في رييكا، جمهورية يوغوسلافيا الاشتراكية الاتحادية - الوفاة 28 مايو 2003، كان لاعب كرة يد كرواتي لعب كجناح أيمن.

## الإنجازات
- بطولة يوغوسلافيا لكرة اليد (1)
- الدوري الكرواتي لكرة اليد (1)